# Джон Діксон Гіббс
Джон Діксон Гіббс (англ. John Dixon Gibbs; 1834, Англія – 1912, Велика Британія) — британський інженер і фінансист, якого разом із Люсьєном Гаулардом зараховують до співавторів понижуючого трансформатора змінного струму. 
Вперше трансформатор був продемонстрований в 1883 році в Королівському акваріумі Лондона. Термін "трансформатор" на той час ще не був винайдений, його називали "вторинним генератором". Роль Гібба у винаході була більше як фінансового спонсора та бізнесмена.
Основна фізика трансформатора,була відома з 1830-х років. Це, головним чином закон індукції Фарадея. Та трансформатори стали життєздатними лише після введення в 1883 році конструкції трансформатора Гаулара та Гіббса. Прорив теорії полягав у побудові залізного сердечника трансформатора, який міг би діяти як магнітний контур. Оскільки їх винахід містив рухому арматуру,він в той час  вважався дуже складним. Це привернуло увагу сера Коутса Ліндсі, який використовував його для живлення Галереї Гросвенор. Це була одна з перших систем освітлення у Великій Британії, яка працювала від центральної генераторної станції. У 1885 році Отто Блаті, Мікса Дері та Каролі Зіперновський використали багатошарові металеві листи для зменшення вихрових струмів і отримали патент на таку конструкцію. 
Трансформатор Гіббса і Гауларда був представлений на виставці в Турині, Італія в 1884р. Інформація про виставку привернула увагу Джорджа Вестінгауза , американського промисловця, інженера та підприємця 1885 року. Вестінгхаус викупив американські права на конструкцію Гіббса і Голарда і наказав придбати кілька оригінальних трансформаторів, щоб застосувати їх на своїй фабриці в Пітсбург. Вестінгхаус разом з інженером Вільяма Стенлі-молодшого розробили систему електричного освітлення з їх використанням. Згодом дизайн трансформатора Гіббса і Голарда  Стенлі значно покращив  і часто це зараховують на їх місце.
Джон Діксон Гіббс запатентував свою роботу за патентом Німеччини. 28947. Патент, також визнаний у Великій Британії, але на нього претендував Себастьян Зіані де Ферранті. Після судового розгляду справи про патент Гіббс і Голард втратили патент. Гіббс оскаржив позов, перенісши справу до Палати лордів, де знову програв. У процесі він розорився, але його вклад  дав подальший розвиток пристрою.